# サンプ・レコード
サンプ・レコード（Thump Records）は、アメリカのレコード・レーベル。チカーノ（メキシコ系アメリカ人）向けの音楽を提供することを中心に活動している。音楽傾向としては、チカーノR&B、チカーノ・ラップの作品が多い。また、オールディーズのソウル/R&Bなどを中心とした「ロー・ライダー」シリーズも人気シリーズとなっている。代表的なミュージシャンには、ティアラ、ロッキー・パディーヤらがいた。テイアラは「トゥゲザー」をカバーし、ビルボード18位のヒットとした後、サンプ・レコードに移籍して長く看板アーティストとして活動した。チカーノ系のレーベルには、他にアーバン・キングズMGやイースト・サイド・レコードなどがある。

## Thump Recordsのアーティスト
- ティアラ
- ロッキー・パディーヤ
- Domino
- Don Cisco
- El Chicano
- HispanicMCs
- J.V.
- Katalina
- Frost (rapper)|Kid Frost
- Lighter Shade of Brown
- Lil' Cuete
- Lonzo
- MC Magic
- Mr. Capone-E
- Mr. Criminal